# Adolfa
Adolfa – żeński odpowiednik imienia Adolf (o znaczeniu „szlachetny wilk”).
Adolfa imieniny obchodzi: 11 lutego, 14 lutego, 19 kwietnia, 17 czerwca, 8 lipca i 21 sierpnia.
W innych językach:
- ang. – Adolpha, Adollpha
- węg. – Adolfa

## Znane osoby
- Luise Adolpha Le Beau, niemiecka kompozytorka[1].